# غزو الدجاج
غزو الدجاج هي سلسلة ألعاب فيديو شوتم أب من تطوير ونشر أستوديوهات إنتر أكشن بالتعاون مع بيتاكوم صدر أول إصدار بعنوان «غزو الدجاج» عام 1999 على منصات مايكروسوفت ويندوز، ماك أوس، لينكس، آي أو إس، ويندوز فون, وأندرويد.

## إصدارات اللعبة
1. Chicken Invaders (1999)
2. Chicken Invaders: The Next Wave (2002)
3. Chicken Invaders: Revenge of the Yolk (2006)
4. Chicken Invaders: Ultimate Omelette (2010)
5. Chicken Invaders: Cluck of the Dark Side (2014)
6. Chicken Invaders Universe (2018)